# Becca (chanteuse ghanéenne)
Ne doit pas être confondu avec Becca (chanteuse américaine).
Rebecca Akosua Acheampomaa Acheampong, nom de scène Becca, est une chanteuse, compositrice d'Afropop et une actrice ghanéenne.

## Biographie
Becca nait le 15 août 1984 à Kumasi au Ghana.
Elle est une des concurrentes de l'émission musicale Mentor, saison 2. Elle publie son premier album, Sugar, en 2007 et le second, You Lied to Me, en 2013. Becca est classée, en 2013, à la 94e place des 100 personnes les plus influentes du Ghana, selon E.tv Ghana (en).

## Source de la traduction
- (en) Cet article est partiellement ou en totalité issu de l’article de Wikipédia en anglais intitulé « Becca (Ghanaian singer) » (voir la liste des auteurs).